# Intelsat 10
Intelsat 10, vormals PanAmSat 10 oder PAS 10, ist ein Fernsehsatellit des Satellitenbetreibers Intelsat. Er wurde am 15. Mai 2001 an Bord einer Proton-Trägerrakete vom Kosmodrom Baikonur ins All befördert.

## Empfang
Der Satellit kann in Europa, Afrika, Asien und dem Nahen Osten empfangen werden. Die Übertragung erfolgt im C- und Ku-Band.
Seit sich der Satellit auf 47,5° Ost befindet, sind seine Footprints viel zu weit westlich. Der Indien-Spotbeam deckt beispielsweise überwiegend das Arabische Meer, aber kaum Landmasse ab.